# مارسل مهلم
مارسل مهلم (انگلیسی: Marcel Mehlem؛ زادهٔ ۱ مارس ۱۹۹۵) بازیکن فوتبال اهل آلمان است.
از باشگاه‌هایی که در آن بازی کرده‌است می‌توان به باشگاه فوتبال کارلسروهه اشاره کرد.